# 愛媛県道53号大平砥部線
愛媛県道53号大平砥部線（えひめけんどう53ごう おおひらとべせん）は、愛媛県伊予市から伊予郡砥部町に至る県道（主要地方道）である。以前は一般県道愛媛県道216号大平砥部線であった。

## 概要
伊予市大平から鵜の崎峠を越えて砥部町大南を結ぶ。伊予市・砥部町共にすれ違いが困難な道幅の狭い区間が存在する。

### 路線データ
- 起点：伊予市大平（国道56号交点、大平交差点）
- 終点：伊予郡砥部町大南（国道379号交点）

## 歴史
- 1993年（平成5年）5月11日 - 建設省から、県道大平砥部線が大平砥部線として主要地方道に指定される[1]。

## 地理

### 通過する自治体
- 伊予市
- 伊予郡砥部町

### 交差する道路
- 国道56号（伊予市大平・大平交差点、起点）
- 愛媛県道225号中山伊予線（伊予市大平）
- 愛媛県道219号砥部伊予松山線（伊予郡砥部町大南）
- 国道379号（伊予郡砥部町大南、終点）

### 沿線にある施設など
- 予讃線 伊予大平駅
- 伊予市立南山崎小学校